# 717 Вісібада
717 Вісібада (717 Wisibada) — астероїд головного поясу, відкритий 26 серпня 1911 року.
Тіссеранів параметр щодо Юпітера — 3,156.
Названо на честь Вісбадена (нім. Wiesbaden) — міста в Німеччині, столиці федеральної землі Гессен.